# Miniserie
En miniserie (eller mini-serie) er et tv-program, der fortæller en historie i et forudbestemt, begrænset antal episoder.

## Historie
En miniserie adskiller sig fra en igangværende tv-serie, der normalt ikke har et forudbestemt antal af episoder og kan fortsætte i flere år. Før begrebet blev opfundet i USA i begyndelsen af 1970'erne, blev den episodiske form kaldt en "serial", lige som en roman, der optræder i flere fortløbende afsnit i udgaver af blade eller aviser, kaldes en føljeton. I Storbritannien, bliver miniserien stadig ofte omtalt som føljetoner.
Flere kommentatorer har fremlagt mere præcise definitioner af begrebet. I Halliwell's Television Companion, argumenterer Leslie Halliwell og Philip Purser, for at miniserier generelt "vises i fire til seks episoder af forskellige længder", mens Stuart Cunningham i Textual Innovation in the Australian Historical Mini-series definerer en miniserie som, "et tv-program med et begrænset antal afsnit med mere end to afsnit, og et mindre antal afsnit end tv-serier bestående af 13 afsnit pr. sæson eller en halv sæson, som er forbundet med en "seriel" eller føljetoner." Tv-film, der sendes over endda to eller tre aftener, blev med udbredelsen af formatet i 1980'erne og 90'erne almindeligvis omtalt som miniserier.
I Television: A History, fastslår Francis Wheen at, "Både sæbeoperaer og prime time-serien kan ikke tillade deres hovedkarakterer at udvikle sig, eftersom programmerne er lavet med den hensigt, at skulle køre på ubestemt tid. I en miniserie, på den anden side, er der en klart defineret begyndelse, midte og slutning (som i en konventionel skuespil eller roman), der giver karaktererne lov til at forandres, ældes, eller dø som serien skrider frem."